# Hel (bohyně)

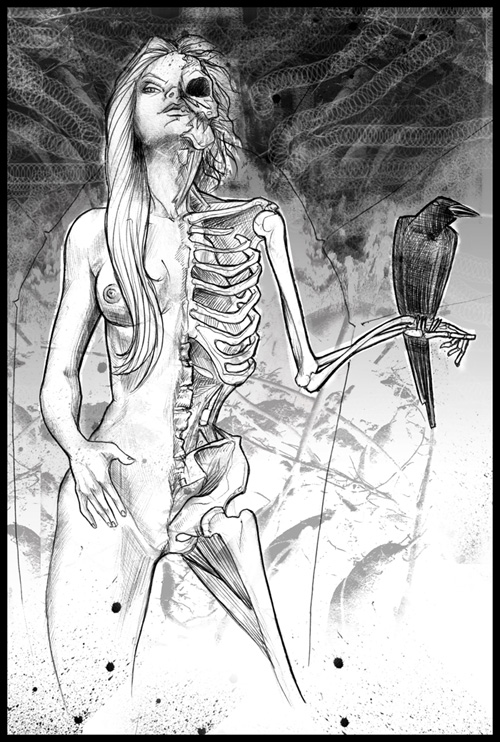
Bohyně Hel

Hel je severská bohyně stejnojmenného podsvětí Hel, kde vládne všem mrtvým s výjimkou těch, kteří padli v boji a putují tak do Valhally, kde patří Ódinovi, část padlých však putuje jinam a to do Fólkvangu, Freyjina příbytku. Utonulé stahuje k sobě sítí bohyně Rán. 
Hel je dcerou Lokiho a obryně Angrbody, vládkyně Helheimu. K ní přijdou všichni, kdož nezahynou hrdinskou smrtí v boji, tzn. zemřou nemocí nebo stářím. Je napůl bílá a napůl černá, někdy je také popisována jako napůl krásná žena a napůl hnijící mrtvola. Jejími sourozenci jsou vlk Fenrir a had Midgardsorm. Při chůzi neustále hledí k zemi. Jejím sídlem je palác Elvidni („Utrpení“), v němž slouží osm služebníků. Helheim vždy opouští na třínohém koni.